# Live Insurrection
Live Insurrection är ett livealbum släppt 2001 av Rob Halfords grupp Halford. Det är en dubbel-CD. Det är inte bara låtmaterial av Halford som framförs, utan även från hans tidigare band som Judas Priest och Fight.

## Låtlista

### Skiva ett
1. "Resurrection" - 4:02
2. "Made in Hell" - 4:14
3. "Into the Pit" - 4:15
4. "Nailed to the Gun" - 3:35
5. "Light Comes Out of Black" - 5:01
6. "Stained Class" - 5:33
7. "Jawbreaker" - 3:25
8. "Running Wild" - 3:02
9. "Slow Down" - 4:40
10. "The One You Love to Hate" - 3:12 (med Bruce Dickinson)
11. "Life in Black" - 4:26
12. "Hell's Last Survivor" - 3:25
13. "Sad Wings" - 3:33
14. "Saviour" - 2:58
15. "Silent Screams" - 7:32

### Skiva två
1. "Intro" - 0:14
2. "Cyberworld" - 3:05
3. "The Hellion" - 0:48
4. "Electric Eye" - 3:29
5. "Riding on the Wind" - 3:11
6. "Genocide" - 7:36
7. "Beyond the Realms of Death" - 6:52
8. "Metal Gods" - 4:34
9. "Breaking the Law" - 3:50
10. "Tyrant" - 4:41
11. "Screaming in the Dark" - 3:42
12. "Heart of a Lion" - 3:51
13. "Prisoner of Your Eyes" - 4:34

## Medverkande
- Rob Halford - sång
- Bruce Dickinson - sång (medverkar endast på "The One You Love to Hate", ej medlem av bandet)
- Patrick Lachman - gitarr
- Mike Chlasciak - gitarr
- Ray Riendeau - bas
- Bobby Jarzombek - trummor